# Lingua peligna
La lingua peligna era una varietà dialettale della lingua osca, parlata nell'area abitata dall'antico popolo italico dei Peligni (Valle Peligna, nell'odierno Abruzzo) nel I millennio a.C. Fa parte dei dialetti sabellici, insieme dialettale delle lingue osco-umbre.
È attestato da un ristretto corpus di iscrizioni in alfabeto latino, ritrovate a partire dal 1877 e risalenti per lo più al II secolo a.C.. Sono distinte, e cronologicamente più tarde, di altre rinvenute nella stessa area abitata in seguito dai Peligni e dai Frentani (Castelvecchio Subequo e Crecchio), testimonianza di uno stadio assai più arcaico delle lingue osco-umbre detto "protosabellico" (o "umbro antico" o semplicemente "osco-umbro").